# Murina grisea
Murina grisea (Peters, 1872) è un pipistrello della famiglia dei Vespertilionidi endemico dell'India.

## Descrizione

### Dimensioni
Pipistrello di piccole dimensioni, con la lunghezza della testa e del corpo di 35.6 mm e la lunghezza dell'avambraccio tra 32,8 e 34,2 mm.

### Aspetto
La pelliccia è lunga e si estende sulle ali fino all'altezza dei gomiti e delle ginocchia. Il colore generale del corpo è marrone scuro, con la punta dei peli del dorso bruno-giallastra, mentre la punta dei peli delle parti ventrali è color cenere. Il muso è stretto, allungato, con le narici protuberanti e tubulari. Gli occhi sono molto piccoli. Le orecchie sono piccole, strette, ben separate tra loro ed appuntite. Il trago è lungo, appuntito e leggermente piegato in avanti. Le ali sono attaccate posteriormente alla base delle dita dei piedi, i quali sono piccoli e ricoperti di peli. La coda è lunga ed inclusa completamente nell'ampio uropatagio, il quale è densamente ricoperto di peli. Il calcar è lungo.

## Biologia

### Alimentazione
Si nutre di insetti

## Distribuzione e habitat
Questa specie è conosciuta soltanto da due individui catturati negli stati indiani dell'Uttarakhand e del Mizoram.
Vive nelle foreste montane a circa 1.692 metri di altitudine.

## Conservazione
La IUCN Red List, considerata l'assenza di informazioni recenti circa il suo areale, i requisiti ecologici, le minacce e lo stato di conservazione, classifica M.grisea come specie con dati insufficienti (DD).
La Società Zoologica di Londra, in base ad alcuni criteri evolutivi e demografici, la considera una delle 100 specie di mammiferi a maggior rischio di estinzione.